# Hosmer
Hosmer est une municipalité américaine située dans le comté d'Edmunds, dans l'État du Dakota du Sud. Selon le recensement de 2010, elle compte 208 habitants. La municipalité s'étend sur 0,99 milles carrés (2,56 km2).
Fondée en 1887, la ville doit son nom à la femme du capitaine Arnold, dont Hosmer était le nom de jeune fille.

## Démographie
| 1910 | 1920 | 1930 | 1940 | 1950 | 1960 |
| ---- | ---- | ---- | ---- | ---- | ---- |
| 217  | 419  | 524  | 579  | 533  | 433  |

| 1970 | 1980 | 1990 | 2000 | 2010 | - |
| ---- | ---- | ---- | ---- | ---- | - |
| 437  | 385  | 310  | 287  | 208  | - |